# Philodromus mysticus
Philodromus mysticus är en spindelart som beskrevs av Charles Denton Dondale och James H. Redner 1975. Philodromus mysticus ingår i släktet Philodromus och familjen snabblöparspindlar. Inga underarter finns listade i Catalogue of Life.